# Papaipema moeseri
Papaipema moeseri là một loài bướm đêm trong họ Noctuidae.